# Retrat de Venny Soldan-Brofeldt
El Retrat de Venny Soldan-Brofeldt és una pintura a l'oli realitzada per Hanna Hirsch-Pauli cap a l'any 1887. L'obra va ser comprada el 1911 pel Museu d'Art de Gotemburg, on es troba.

## Anàlisi
Hanna Hirsch, va pintar el retrat de la seva amiga finlandesa i companya artista Venny Soldan, (després Venny Soldan-Brofeldt) entre 1886 i 1887 a França, el mateix any que va pintar el seu quadre més famós, L'hora de l'esmorzar. Les dues artistes, tenien 23-24 anys, van romandre juntes a França i tenien un estudi comú a Montparnasse a París i van estudiar a l'Académie Colarossi. Hanna Hirsch havia començat a estudiar art a Estocolm a l'Escola Tècnica i al departament de dones en la Reial Acadèmia de Belles Arts, i més tard va continuar a França, quan una educació artística per a les dones es va obrir a París l'any 1884, juntament amb altres dones joves dels països nòrdics, entre elles Eva Bonnier, Jenny Nyström i Venny Soldan.
Hanna Hirsch va retratar a Venny Soldan en el seu estudi compartit on Venny Soldan es troba asseguda al terra de l'estudi amb les cames esteses i la boca semi oberta. Hirsch va escollir aquest moment inadequat per representar una dona burgesa, d'aquesta manera relaxada amb el vestit i una conducta ocasional.
El Retrat de Venny Soldán se suposa que va estar exposat al Saló de París de 1887. El mateix any, Hanna Hirsch es va enamorar d'un company, també artista, Georg Pauli a París, i van regressar a Suècia a on van contreure matrimoni a l'octubre de 1887. Venny Soldan es va casar l 1891 amb John Brofeldt (més tard Juhani Aho). Hanna Pauli i Venny Soldan-Brofeldt van mantenir correspondència i una amistat tota la vida.

## Europeana 280
Per l'abril de 2016, la pintura Retrat de Venny Soldan-Brofeldt va ser seleccionada com una de les obres artístiques més importants de Suècia pel projecte Europeana.